# Amenemés I
Amenemés I ou Amenemate I (em egípcio: jmn-m-ḥȝ.t; romaniz.: Amenemhat; lit. "Amom está no comando") foi o primeiro faraó e fundador da XII dinastia egípcia, uma das mais importantes do Império Médio. Reinou entre 1 976 - 1 947 a.C.  (de acordo com Jürgen von Beckerath) ou entre 1 991 - 1 962 a.C. (segundo Nicholas Grimal). Julga-se que foi durante a XI dinastia que o culto de Amom se sedimentou em Tebas.
Não é clara a forma como alcançou o poder real. O último soberano da XI dinastia, Mentuotepe IV tinha um vizir e general de nome Amenemés que pode ter sido este futuro rei. É possível que Mentuotepe IV tenha designado o seu vizir como sucessor.

## Relação familiar
Amenemés não tinha qualquer relação familiar com os soberanos da XI dinastia nem era de origem nobre. Era filho de um sacerdote chamado Sesóstris e de Noferte, uma mulher da ilha de Elefantina. Estes três nomes (Amenemés, Sesóstris e Noferte) foram populares entre os reis e rainhas da XII dinastia.

## Reinado
Amenemés I procedeu à reorganização do Egito, restabelecendo os limites tradicionais dos nomos. Procurou reconstituir os quadros da administração, destruídos durante o Primeiro Período Intermediário.

### Amenemés-Ititaui

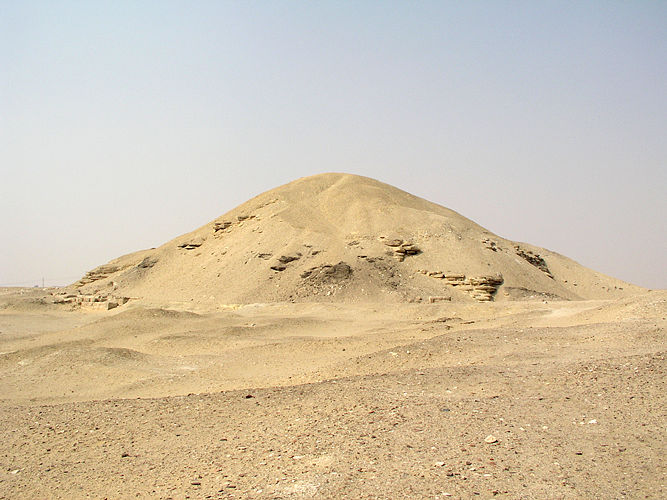
Ruínas da pirâmide de Amenemés I em Licht.

Abandonou Tebas como capital e fundou uma nova sede de governo, Amenemés-Ititaui, perto de Mênfis. O nome desta cidade significa "Amenemés conquistou as Duas Terras" e é habitual utilizar-se a forma curta Ititaui para se referir a ela. As razões para a construção desta capital podem estar relacionadas com o facto da família de Mentuotepe ser poderosa em Tebas e o novo monarca desejar se distanciar dela. Por outro lado, a posição de Ititaui era mais equidistante em relação ao Alto e ao Baixo Egito, do que Tebas situada no sul do Egito.

### Outros feitos
O rei procurou reconstituir o prestígio da monarquia. Como tal ligou-se ao rei Seneferu, que era visto como uma monarca justo. Dado que a situação política era ainda instável, criou a co-regência do príncipe mais velho em vida do pai, com o objetivo de diminuir os problemas de sucessão. A co-regência será prática comum dos reis da XII dinastia, tendo Amenemés associado o seu filho Sesóstris I ao trono no ano 20 do seu reinado, ao qual concedeu funções de comando militar.
A nível da política externa, a atividade militar foi reduzida durante a primeira parte do reinado. Quando o seu filho se tornou co-regente a situação alterou-se, sendo provável a penetração do exército egípcio na Palestina. Conhece-se também uma expedição militar contra os Líbios no Delta ocidental no ano 30 do seu reinado, comandada pelo seu filho Sesóstris. No Delta, foi construída uma fortaleza para evitar a penetração de povos da região da Palestina, as "Muralhas do Príncipe". Não se tratava de uma muralha propriamente dita, mas antes fortes isolados que controlavam locais de passagem obrigatória. Também restabeleceu os contatos diplomáticos com Biblos, no Líbano.
O rei ordenou trabalhos de construção em Carnaque e no templo de Ptá em Mênfis. Consagrou um altar a Osíris em Abidos e em Dendera uma porta à deusa Hator.

### Falecimento
Acredita-se que este rei morreu assassinado, de acordo com o que é referido em obras como as Aventuras de Sinué. Um texto da época do seu filho refere que o monarca foi morto enquanto dormia. O túmulo deste rei encontra-se numa pirâmide em Lixte.